# Fritz Pfeuti
Fritz Pfeuti (* 1958) ist ein ehemaliger Schweizer Skilangläufer.

## Werdegang
Pfeuti, der für den SC Sangernboden startete, nahm bis 1978 an Juniorenrennen teil. Dabei wurde im Januar 1975 Juniorenmeister beim Verband Berner Skiklubs und Vierter bei den Schweizer Juniorenmeisterschaften 1978 über 15 km. In der Saison 1978/79 siegte er beim Nachtlanglauf Im Fang und beim Björnstad-Lauf und belegte bei den Schweizer Meisterschaften 1979 in Pontresina den vierten Platz mit der Staffel. Im folgenden Jahr gewann er den Feutersoeyer Langlauf und errang bei den Schweizer Meisterschaften in Lenk den zehnten Platz über 15 km. In der Saison 1980/81 wurde er Meister über 15 km beim Verband Berner Skiklubs und lief bei den Schweizer Meisterschaften 1981 in Urnäsch auf den achten Platz über 30 km und auf den sechsten Rang mit der Staffel. Nach Platz zwei beim Nachtlanglauf Im Fang zu Beginn der Saison 1981/82 erreichte er bei den Schweizer Meisterschaften 1982 mit dem Plätzen fünf über 30 km und vier über 15 km seine besten Platzierungen bei Schweizer Meisterschaften. Er wurde daraufhin für die nordischen Skiweltmeisterschaften 1982 in Oslo nominiert, wo er jeweils den 33. Platz über 30 km und 50 km belegte. In der Saison 1982/83 errang er den dritten Platz beim Nachtlanglauf Im Fang und siegte in Feutersoey über 15 km. Bei den Schweizer Meisterschaften 1983 wurde er Zehnter über 30 km und Sechster über 50 km. Im Jahr 1984 wurde er Erster bei den Meisterschaften des Verbands Berner Skiklubs und im folgenden Jahr Erster mit der Staffel. Bei den Schweizer Meisterschaften 1984 in Saint-Imier lief er auf den sechsten Platz über 50 km und auf den fünften Rang mit der Staffel.
Sein älterer Bruder Christian Pfeuti war ebenfalls als Skilangläufer aktiv.